# Kyla Matthews
Kyla Matthews est une actrice canadienne née le 23 septembre 2004 à Vancouver. 
Elle est notamment connue pour son interprétation, de 2017 à 2019, de Ruby Gillis, amie du personnage principal Anne Shirley, dans la série dramatique Netflix Anne with an E.

## Filmographie[1]

### Cinéma

#### Long métrage
- 2017 : Vous avez un message: un héritage inattendu  : Abby

#### Court métrage
- 2016 : Counter Act : Daughter

### Télévision

#### Séries télévisées
- 2016 : Project Mc² : Granddaughter
- 2016 : Wayward Pines : Nurse Pam Kid / Julie
- 2016 : Miranda's Rights : Kari Palmer
- De 2017-2020 : Anne with an E : Ruby Gillis (27 épisodes)
- 2018 : Reverie : Iris